# Fraternitas Saturni

Logenzeichen der Fraternitas Saturni

Fraternitas Saturni (lat. Bruderschaft des Saturn) ist eine sich mit Magie und Mystik beschäftigende Loge, die am 8. Mai 1926 in Berlin von Gregor A. Gregorius (bürgerlich: Eugen Grosche) als Großmeister gegründet wurde.

## Ursprung und Geschichte
Im Folgenden werden weitestgehend die Logennamen innerhalb der Fraternitas Saturni verwendet, soweit bekannt, werden die bürgerlichen Namen der Mitglieder bei der ersten Erwähnung angegeben, der Logenname folgt in diesen Fällen in Klammern.
Die Fraternitas Saturni entstand in Deutschland in Folge von Streitigkeiten, die sich während und nach der sogenannten Weida-Konferenz ereignet hatten. Die Auseinandersetzungen führten am 1. April 1926 zur Schließung der Berliner Pansophischen Loge der lichtsuchenden Brüder Orient Berlin (Collegium Pansophicum), in der Gregorius seit dem 16. Dezember 1924 Logensekretär gewesen war.  Die Fraternitas Saturni orientiert sich an Aleister Crowleys Liber AL vel Legis und der Freimaurerei, von der man den Grundsatz „Freiheit, Toleranz und Brüderlichkeit“ und das anfangs zehngradige und später auf 33 Grade erweiterte Einweihungssystem entlehnte. Die Zielsetzung der Fraternitas Saturni liegt in der Förderung der Menschheit durch Weiterentwicklung des Individuums. Dabei finden zusätzlich Methoden Verwendung, die über die Naturwissenschaft hinausgehen und die man als westlichen Okkultismus oder Magie bezeichnet. Der Orden ist an keine Konfession oder Religion gebunden.
Am 8. Mai 1926 wurde die Fraternitas Saturni durch einen kleinen Kreis von fünf Mitgliedern (Eugen Grosche, Max Staack, Hans Müller, Artur Schumacher und Joachim Winckelmann) ehemaliger Mitglieder der Pansophischen Loge der lichtsuchenden Brüder Orient Berlin erleuchtet.
Neben Gregorius’ Buchhandlung Inveha, welche auch als „okkulter Buchverlag“ fungierte und in der Logenmitglieder 10 % Rabatt erhielten, führte die Fraternitas Saturni die „Esoterische Studiengesellschaft e. V. Berlin“ fort, die vorher der Pansophischen Gesellschaft angeschlossen und deren Direktor Gregor A. Gregorius war. In dieser Studiengesellschaft wirkten die höhergradigen Logenmitglieder als Dozenten und Lehrer, diese Lehrtätigkeit war in der Loge eine Voraussetzung für den ersten R+C-Grad, den Gradus Pentalphae (s. u.), es fanden überdies Experimentalabende statt. Die „Esoterische Studiengesellschaft“ wurde am 31. Oktober 1929 nach fünfjährigem Bestehen wegen wirtschaftlicher Probleme geschlossen, als Ersatz wurde eine „Gnostische Arbeits-Gemeinschaft“ gegründet.
Aus dem Zweig der Berliner Pansophische Gesellschaft wechselten zudem 17 sogenannte Neophyten in die Fraternitas Saturni. Entgegen anders lautenden Vermutungen zählten der ehemalige Meister vom Stuhl der Berliner Pansophischen Loge Albin Grau (Pacitus) und Karl Germer (Saturnus) nicht dazu.
Die Mitglieder von Rah-Omir Quintschers „Orden Mentalistischer Bauherren“ wurden nach dessen Auflösung am 13. März 1928 dazu aufgefordert, sich den entstehenden Ortslogen der Fraternitas Saturni anzuschließen. Der in Dresden lebende Quintscher erhielt in dem Zuge den Gradus Mercurii, trat aber wenig später wieder aus der Loge aus. Diese Entwicklung bewirkte, dass in der Fraternitas Saturni sowohl der Adonismus als auch das daraus entstandene magische System des Franz Bardon Spuren hinterlassen haben.
Die Fraternitas Saturni arbeitete bis in den Sommer 1934, bevor sie ihre Logenarbeit beendete. Grosche musste in der Zeit des 3. Reiches insgesamt 3 Hausdurchsuchungen der Gestapo über sich ergehen lassen. Die erste nicht näher datierte Durchsuchung fand im Herbst 1934 statt. Die zweite erfolgte knapp ein Jahr später am 30. September 1935 und die letzte am 19. Dezember 1936 morgens um 7.15 Uhr. Nach 1945 wurde die Arbeit von Berlin ausgehend wieder aufgenommen. Im Januar 1947 wurde Karl Wedler (Giovanni) in die Loge aufgenommen. Ab 1950 trat Gregorius in Kontakt mit Hermann Joseph Metzger, dem Leiter des Schweizer OTO, der sich nicht auf Aleister Crowley, sondern auf den OTO-Gründer Theodor Reuss zurückführte. Gregorius, der bereits vor der Weida-Konferenz durch Heinrich Tränker unter anderem den V° OTO verliehen bekommen hatte, verbrachte einen Teil seiner Zeit im Exil während der Zeit des Nationalsozialismus in der Schweiz bei einer zu Metzgers OTO gehörenden Gruppe in Ticino. Diese Kontakte und Verbindungen versuchte er nun für den Wiederaufbau der Fraternitas Saturni über die Grenzen Deutschlands hinweg zu nutzen und bot Metzger die Leitung der Fraternitas Saturni in der Schweiz und außerhalb Deutschlands an, was Metzger akzeptierte. Metzger half Gregorius, Landeslogen der Fraternitas Saturni in der Schweiz und in Österreich aufzubauen. Wegen Meinungsverschiedenheiten zwischen Gregorius und Metzger wurde die Zusammenarbeit im Herbst 1953 aufgekündigt, Gregorius wollte die Zusammenführung verschiedener freimaurerischer Lehrarten fortsetzen, die im frühen OTO unter Reuss betrieben wurde, inklusive des Verkaufs von Hochgraden, um Geld zu machen, Metzger fürchtete den Protest regulärer Freimaurerlogen, nutzte aber seinerseits Gregorius’ Kontakte in den Kreisen der an Magie und Mystik Interessierten und stahl zwei Manuskripte von Gregorius Büchern.
Seit Anfang der 1950er Jahre stand Gregorius in Briefkontakt mit dem Briten Kenneth Grant, der in Crowleys letzten Jahren dessen Sekretär und Schüler gewesen war. Grant war von Germer zum IX° OTO, dem höchsten Grad des OTO, ernannt worden. Als Grant im Manifest zur Gründung seiner Nu-Isis Loge Gregorius erwähnte und Gregorius eine gekürzte Version dieses Manifests in seiner Logenzeitschrift Blätter für angewandte okkulte Lebenskunst veröffentlichte, schloss Germer den von ihm noch kurz zuvor als mögliches Oberhaupt des OTO (OHO, „Outer Head of the Order“) gehandelten Grant aus dem OTO aus. In der Folgezeit distanzierte Gregorius seine Loge sowohl vom OTO als auch von Crowleys Thelema, die sexualmagischen Inhalte der OTO-Hochgrade waren bereits im Gradus Pentalphae der FS integriert und Gregorius zufolge seien „[d]ie Brüder der Loge ‚Fraternitas Saturni‘ […] keine Thelemiten“.
Am 18. März 1957 wurde die Fraternitas Saturni offiziell in das Berliner Vereinsregister eingetragen. Zu diesem Zeitpunkt gab es aktive Vorhoflogen in Hamburg und Stuttgart, von 1955 bis 1956 arbeitete eine Vorhofloge in Düsseldorf. 1962 wurde in Frankfurt am Main eine Vorhofloge unter der Leitung von Johannes Maikowski (Immanuel, 18°, 22°, Mitglied der FS seit Oktober 1955, Orient Berlin) gegründet, der neben seiner Frau (Flita, 16°) auch Walter Englert (Ptahotep, 18°) angehörte. Immanuel gründete 1963 einen Ableger der Fraternitas Saturni, die Fraternitas Luminis Ordo Regina Adeptorum (FLORA), und wurde seinen eigenen Angaben zufolge im Dezember 1963, wenige Tage vor Gregorius’ Tod, von Gregorius zu dessen Nachfolger ernannt. Dies führte zu einer Spaltung der Fraternitas Saturni in eine Frankfurter und eine Berliner Großloge.
Nach dem Tod von Gregorius am 5. Januar 1964 wurde die vormalige Logensekretärin und Groß-Inspekteurin (29°) Margarete Berndt (Roxane) Nachfolgerin im Großmeisteramt, die 1964 auf der Osterloge gewählt wurde. Auf der Osterloge 1965 übergab die gesundheitlich angeschlagene Roxane das Großmeisteramt an Giovanni. 1966 wurde Guido Wolther (Daniel) als Mitglied des 12° zum Großmeister gewählt. Wolther verkaufte Adolf Hemberger (kein FS-Mitglied), der unter dem Pseudonym Klingsor Bücher über Magie schrieb, die Logeninterna, welche Hemberger dann in seinem Documenta et Ritualia Fraternitas Saturni (18 Bände) und seinem Der mystisch-magische Orden Fraternitas Saturni veröffentlichte. Die Geschäftsbeziehung entwickelte sich dahin, dass Wolther für Hemberger Rituale und Materialien erfand, welche dann von Hemberger weiterverkauft wurden. Dieser Prozess führte dazu, dass sich in der Öffentlichkeit ein reißerisches und skandalöses Bild der Fraternitas Saturni entwickelte.
1969 wurde Walther Jantschik (Jananda, verwendet unter anderem auch die Pseudonyme Aythos und CIT), der den Gesellengrad (8°) innehatte, auf der Osterloge als neuer Großmeister gewählt, und ein Teil der Frankfurter Saturnbrüder trat wieder der Mutterloge bei. Daniel wechselte als 33° GOTOS in die Frankfurter Großloge. Nach einem halben Jahr wurde Jananda abgewählt, und Stanislaus Wicha (Andrzey), der im selben Jahr Mitglied geworden war, wurde zum Großmeister ernannt. Daniel und Jananda traten kurz nach ihren Absetzungen aus. Andrzey blieb bis 1977 im Amt, sein Nachfolger war Joachim Müller (Horus).
Ab 1978 machte sich der Ortsorient Bersenbrück unter der Leitung von Dieter Heikaus (Honorius, später Set-Horus) langsam unabhängig von der Fraternitas Saturni und spaltete sich im Januar 1980 gänzlich als Ordo Saturni von der Mutterloge ab. Einige Meister der Fraternitas Saturni und Hochgradmitglieder aus Gregorius’ Zeit traten dem Ordo Saturni bei und im Juli 1986 auch Giovanni. Am vierten März 1989 wurde Set-Horus zum 33° GOTOS ernannt.
Eine weitere Abspaltung der Fraternitas Saturni, die die Saturngnosis bearbeitet, ist die 1993 von Immanuel gegründete Communitas Saturni. Immanuel gründete eine ganze Reihe von Logen, die teilweise in ihren Namen auf die Fraternitas Saturni Bezug nehmen. Die von ihm in den 1990ern gegründete „Großloge Gregor A. Gregorius der Fraternitas Saturni in Kaiserslautern“ fusionierte 2003 mit der Fraternitas Saturni.

## Lehren
Die Fraternitas Saturni ist betont eklektisch, ihr Lehrplan (eine alternative Bezeichnung für das Gradsystem) umfasst rosenkreuzerische, hermetische, alchemistische, kabbalistische und astrologische Betätigungsfelder, schließt aber auch die Beschäftigung mit Theosophie, Yoga, Religionswissenschaft und Gnosis mit ein. Die Mitglieder sollen durch die Einweihungen und die Bearbeitung der Grade gezielt an ihren Schwächen arbeiten und der einseitigen Betonung von Eigenschaften entgegenwirken.
Die Saturnmagie der Fraternitas Saturni unterscheide sich erheblich von anderen magischen Traditionen. Nach Aussagen der Fraternitas Saturni sei sie kein überliefertes System der traditionellen Magie, gehorche nicht dem Prinzip des Solaren, sondern arbeite mit dem „dunklen Licht“ des „Demiurgen Saturn“.
Logenversammlungen werden an jedem dritten Samstag des Monats abgehalten, dabei wird als Rahmen ein Ritual mit einem Teil zur Eröffnung und später einem Teil zum Schließen der Loge abgehalten. Zwischen diesen beiden Ritualteilen finden Neuaufnahmen, Graderhebungen oder Logenausschlüsse statt, es können auch Vorträge gehalten, Logenangelegenheiten besprochen oder gemeinsame Meditationen abgehalten werden. Mitgliedern, welche nicht die Möglichkeit haben, an der Logenversammlung teilzunehmen, werden „gute harmonische Gedankenkräfte“ zugesandt. Karsamstag wird in einer feierlichen Osterloge der Gründung der Fraternitas Saturni durch Gregorius gedacht.
Erkennungszeichen für Mitglieder ist ein Ring aus Silber mit einem spitzwinkligen Dreieck, das von vier sich auf der Rückseite vereinenden Bändern umfasst wird. In dem Dreieck befindet sich das astronomische Symbol des Planeten Saturn mit am unteren Bogen eingefasstem Edelstein oder Halbedelstein, der den Logengrad darstellt.
Die Fraternitas Saturni erweiterte das von Crowley propagierte Gesetz des neuen Äons (Thelema, das Gesetz für das Horus-Zeitalter) des Liber AL vel Legis: „Tue, was du willst, ist das Gesetz. Liebe ist das Gesetz, Liebe unter Willen“ um den Zusatz „mitleidlose Liebe!“. Einzelne Mitglieder, zum Beispiel der Hochgrad Johannes Maikowski (Meister Immanuel), lehnen Thelema und Crowley ab.

### Gradsystem

#### Entwicklung
Im Gradsystem der Fraternitas Saturni wurden ursprünglich zehn Grade bearbeitet. Die ersten drei orientierten sich äußerlich an den drei Graden der blauen Johannisfreimaurerei (Lehrling, Geselle, Meister) und wurden als Pronaos, griech. ‚Vorhalle des Tempels‘, bezeichnet: Neophyt (Lehrling), Gradus Mercurii, lat. ‚Grad des Merkur‘ (Geselle) und Gradus Solis, lat. ‚Sonnengrad‘ (Meister). Darauf folgten drei Rosenkreuzer-Grade: der Gradus Pentalphae, lat. ‚Grad des Pentagramms‘, der Gradus Sigilii Salomonis, lat. ‚Grad des Siegels Salomons‘ und der Magus Heptagrammatos, lat. ‚Magier des Siebensterns‘. Die höchste Stufe der Einweihung bzw. Ausbildung waren die drei Grade des Souveränen Sanktuariums der Gnosis, welche Templarius, lat. ‚Tempelherr‘, Gnosticus, lat. ‚Gnostiker‘ und Magister Aquarii, lat. ‚Meister des Wassermannes‘ genannt wurden. Vor den Pronaos-Graden gab es noch den Grad des Novizenbruders, welcher dem gegenseitigen Kennenlernen von Kandidat und Loge diente. Der Großmeister war Inhaber des höchsten Grades Magister Aquarii und trug den Titel Meister vom Stuhl.
Anfang der 1960er Jahre wurde das Einweihungssystem auf 33 Grade erweitert. Die Grade orientieren sich am Rahmen der Grade des „Alten und Angenommenen Schottischen Ritus“ der Freimaurerei, erhielten jedoch andere Namen und eigene Inhalte. Dadurch entstand ein ausdifferenziertes und komplexes Gebilde, in dem nur bestimmte Schlüsselgrade erarbeitet werden, um in die tieferen Ebenen der Loge zu gelangen. Zu diesen Graden gehören der 8° (Gradus Mercurii) und der 12° (Gradus Solis). Mit den übrigen Graden sind unterschiedliche Betätigungsfelder verbunden, die zu bearbeiten den Mitgliedern der Fraternitas Saturni freisteht.

#### Gradinhalte
In der Fraternitas Saturni unter Gregorius wurde einem Bruder oder einer Schwester nach frühestens drei Jahren die Fraterwürde verliehen. Diese Anerkennung ermöglichte es dem Logenmitglied, den Gradus Mercurii zu beantragen. Seit 1954 wurde der Gradus Mercurii durch zwei schriftliche Arbeiten zu Themen der Geheimwissenschaft und eine mündliche Prüfung erworben. Eine weitere Bedingung für diesen Grad war rege Kommunikation mit der Logenleitung.
Der Gradus Solis markierte den eigentlichen Eintritt in die Loge nach mindestens sechs Jahren im Vorhof. Die Inhaber mussten sich dazu verpflichten, alle für die Loge interessanten Bücher und Dokumente testamentarisch an die Fraternitas Saturni zu vererben. Ebenso den Logenschmuck, Ritualgegenstände und die Roben der Loge, sollte es nicht der Wunsch des Gradinhabers sein, mit diesen beigesetzt zu werden. Zudem erforderte dieser Grad umfassendes Wissen der Geheimwissenschaft und bereits geleistete Lehrtätigkeit innerhalb der Loge. Der Gradus Solis ermächtigte zudem zur Leitung eines Ortsorients der Loge.
Ein Grad der Fraternitas Saturni, der das Bild der FS in der Öffentlichkeit maßgeblich prägt, ist der 18° (Gradus Pentalphae = ‚Grad des Pentagramms‘). Das Aufgabengebiet des 18° befasst sich mit den Arbeiten des Pfades zur Linken Hand, mit Tantra und Anleihen aus der Crowleyschen Sexualmagie, welche weiter verändert wurden (z. B. rituelle Liebesstellungen nach den jeweils augenblicklichen Planetenkonstellationen). Gregorius, der auch Schüler Heinrich Tränkers war, des damaligen OTO-Oberhauptes und Gründer des Collegium Pansophicum, fasste die Geheimnisse des Ordo Templi Orientis im Gradus Pentalphae zusammen. Da zu diesem Grad eine große Menge gefälschter Dokumente veröffentlicht wurde („Hemberger-Material“), sind genaue Angaben über die Inhalte dieses Grades schwer zu verifizieren. Mitglieder, die sich nicht mit den Themen des 18° beschäftigen wollen, können stattdessen den 19° Magus Sigilli Salomonis, einen „mystischen“ Grad, oder den „esoterischen“ 20° Magus Heptagrammatos bearbeiten.
Dem Grad des Gradus Ordinis Templi Orientis Saturni entsprechen die Initialen dieses Titels, GOTOS, die auch den Egregor der Fraternitas Saturni bezeichnen.

### Beamtenschaft
Neben den verschiedenen Graden, welche als Ausdruck der Verbindung zur Loge und des geistigen Fortschritts verstanden werden, kennt die Fraternitas Saturni sechs Beamtenpositionen. Diese unterstützen den Meister vom Stuhl und seine beiden Aufseher in der Organisation der Loge. Die Beamtenschaft der Loge unterteilt sich in die innere Beamtenschaft und die äußere Beamtenschaft. Erstere umfasst den Archivar, den Schatzmeister und den Sekretär. Die äußere Beamtenschaft besteht aus dem Zeremonienmeister, dem Pförtner und dem Hauswart.

## Aktive Saturnlogen

### Fraternitas Saturni
Der 1957 gegründete Verein besteht bis heute fort. Zu ihrem 75-jährigen Bestehen (2003) vereinigte sich die Großloge Fraternitas Saturni mit der „Großloge Gregor A. Gregorius“, die von Altgroßmeister Immanuel  gegründet wurde. Der Name Fraternitas Saturni wurde nach dem Zusammenschluss beibehalten.

### Ordo Saturni
1979 trennte sich der Ortsorient Bersenbrück von der FS und es wurde der Ordo Saturni gegründet. Ihm schlossen sich später einige Meister der FS an, nach Selbstdarstellung des Ordo Saturni sollen sich alle FS-Hochgrad-Mitglieder aus der Gregorius-Zeit dem OS angeschlossen haben. Der Okkultforscher P.-R. König schreibt dazu: „Die ehemalige Ortsloge Bersenbrück hat sich unter Dieter Heikaus (Set–Horus, 1942 –2007) als Ordo Saturni abgespalten. Alle Meister und Hochgrade, die Grosche noch persönlich gekannt haben, laufen spätestens 1987 zu dieser neuen Grossloge über. Einzig Kropp bleibt bei der Berliner F.S. und ist dort das einzige Mitglied, das Grosche noch persönlich gekannt hat.“ Großmeister Dieter Heikaus warb für seinen Orden Mitte der 1980er Jahre im „Spirituellen Adressbuch“ unter anderem damit, dass der Ordo Saturni eine „Spezialabteilung für Ariosophie“ unterhalte.

### Communitas Saturni
1993 wurde in Kaiserslautern die Communitas Saturni gegründet. Diese Loge erhielt von Altgroßmeister Immanuel ein Logenpatent, unterhält Tochterlogen und bezeichnet sich deshalb als Großloge.

### Sacra Sodalitas Saturni
Die Sacra Sodalitas Saturni (SSS) wurde gemäß Selbstdarstellung 2017 von ehemaligen Mitgliedern des Ordo Saturni gegründet.

## Periodika
Ende der 1920er Jahre bis 1933 gab die Fraternitas Saturni die Zeitschrift Saturn Gnosis heraus. Darin erschienen vor allem Texte und Gedichte von Logenmitgliedern, aber auch von Aleister Crowley und anderen. Als Gregorius nach dem Zweiten Weltkrieg die Bruderschaft wiedererweckte, erschien bis zu seinem Tod die Zeitschrift Blätter für angewandte okkulte Lebenskunst.